# محمدعلی ساربان
محمدعلی ساربان (زاده ۱۶ بهمن ۱۳۲۶، قزوین) بازیگر سینما، تلویزیون و همچنین کارگردان، نویسنده و بازیگر تئاتر اهل ایران است.

## فیلم‌شناسی

### سینما
- معجزه پروین  (۱۴۰۲)
- هجوم (۱۳۹۶)
- راه آبی ابریشم (۱۳۸۸)
- وقتی همه خوابیم (۱۳۸۷)
- پاپیتال (۱۳۸۵)
- دست‌های خالی (۱۳۸۵)
- مسیح (۱۳۸۴)
- تپش (۱۳۷۲)
- دادستان (۱۳۷۰)
- کفش‌های میرزا نوروز (۱۳۶۴)

### تلویزیون
- ۱۳۵۱ مردی از دنیا (عباس جوانمرد)
- ۱۳۵۳ سمک عیار (محمدرضا اصلانی،باربد طاهری)
- ۱۳۵۵ اعتیاد (خسرو شجاع زاده)
- ۱۳۶۳ سربداران (محمدعلی نجفی)
- ۱۳۶۴ بوعلی سینا (کیهان رهگذر)
- ۱۳۷۶ کوه‌های سفید (ابوالقاسم معارفی)
- ۱۳۷۷ ماجراهای خانواده تمدن (غلامعباس قنبری)
- ۱۳۷۸ قائم‌مقام فراهانی (محمدرضا ورزی)
- ۱۳۷۸ سال‌های خاکستری (محمدرضا ورزی)
- ۱۳۷۹ کریم‌خان زند (محمدرضا ورزی)
- ۱۳۷۹ قصه‌های شهرک سینمایی (بابک محمدی)
- ۱۳۸۱ فرستاده (جواد شمقدری)
- ۱۳۸۱ این راهش نیست (نوید میهن دوست)
- ۱۳۸۱ عکاسخانه مصورالچهره (حسن نانکلی اهورا)
- ۱۳۸۲ عکاسخانه (حسن نانکلی اهور،فرزین مهدی پور)
- ۱۳۸۳ پیدا، پنهان (حمید لبخنده)
- ۱۳۸۴ پدرخوانده (محمدرضا ورزی)
- ۱۳۸۴ بچه‌های هور (عبدالله باکیده)
- ۱۳۸۴ راه شب (داریوش فرهنگ)
- ۱۳۸۵ شاهزاده سرزمین آلاین (حسین مختاری)
- ۱۳۸۶ مدار صفر درجه (حسن فتحی)
- ۱۳۸۶ کارآگاه علوی (حسن هدایت)
- ۱۳۸۶ حلقه سبز (ابراهیم حاتمی‌کیا)
- ۱۳۸۷ یوسف پیامبر (فرج الله سلحشور)
- ۱۳۸۷ شیخ بهایی (شهرام اسدی)
- ۱۳۸۷ بشارت منجی (نادر طالب زاده)
- ۱۳۸۸ دلنوازان (حسین سهیلی زاده
- ۱۳۸۸ بانو (فرید سجادی حسینی)
- ۱۳۸۸ کیمیاگر (محمدرضا ورزی)
- ۱۳۸۹ در چشم باد (مسعود جعفری جوزانی)
- ۱۳۹۶ ستارخان (محمدرضا ورزی)
- ۱۳۹۶ ایراندخت (محمدرضا ورزی)
- ۱۳۹۷ نجوا (ابراهیم شیبانی)
- ۱۳۹۷ نزدیکی‌های بهشت (حسن هدایت)
- ۱۳۹۷ زندگی از نو (علی محمد قاسمی)
- ۱۳۹٨ بر سر دوراهی (بهرنگ توفیقی)
- ١٣٩٨ دریا نزدیک است (علی موسی مهدی پور)